# Châteaudouble (Var)
Châteaudouble é uma comuna francesa na região administrativa da Provença-Alpes-Costa Azul, no departamento de Var. Estende-se por uma área de 40.91 km². Em 2010 a comuna tinha 490 habitantes (densidade: 12 hab./km²).